# Sasunaga longistriata
Sasunaga longistriata är en fjärilsart som beskrevs av W. Warren 1913. Sasunaga longistriata ingår i släktet Sasunaga och familjen nattflyn. Inga underarter finns listade.